# Dorothy Wright
Dorothy Winifred Wright (Leytonstone, Londres, 19 d'agost de 1889 - Poole, Dorset, 1960) va ser una regatista anglesa que va competir a començaments del segle xx.
El 1920 va prendre part en els Jocs Olímpics d'Anvers, on va guanyar la medalla d'or en els 7 metres del programa de vela, a bord de l'Ancora. Era la dona del també membre de la tripulació Cyril Wright, alhora que l'única dona que disputà les proves de vela en aquests Jocs de 1920.